# Ultimate Collection (album Jermaine’a Jacksona)
Ultimate Collection – album kompilacyjny Jermaine’a Jacksona wydany w roku 2001 na CD przez Hip-O Records. Zawiera wybór utworów z lat 1972–91.

## Lista utworów
1. I Found That Girl [z The Jackson 5] 3:05
2. That's How Love Goes 3:29
3. Daddy’s Home 3:07
4. You’re In Good Hands 3:07
5. Let's Be Young Tonight (wesrsja singlowa) 3:53
6. Castles Of Sand 5:29
7. Let's Get Serious 8:00
8. Yo're Supposed To Keep Your Love For Me (wersja singlowa) 3:42
9. Little Girl Don't You Worry (wesrsja singlowa) 3:57
10. You Like, Don't You (wesrsja singlowa) 3:52
11. I'm Just Too Shy 3:46
12. Let Me Tickle Your Fancy 3:50
13. Dynamite 5:57
14. Do What You Do 4:28
15. I Think It's Love 3:53
16. Don't Take It Personal 4:29
17. You Said, You Said (wersja rozrzerzona) 7:03
18. I Dream, I Dream 4:38